# Miguel Ángel Gil Marín
Miguel Ángel Gil Marín (Madrid, 28 maggio 1963) è un dirigente sportivo, imprenditore e allevatore spagnolo, amministratore delegato dell'Atlético Madrid dal 1993.
È altresì il socio di maggioranza del club.

## Biografia
Miguel Ángel Gil Marín è il secondogenito di Jesús Gil, ex presidente dell'Atlético Madrid (1987–2003) nonché sindaco di Marbella (1991–2002), e di María Ángeles Marín Cobo. Laureato in veterinaria, riceve dal padre l'incarico di gestire la proprietà Valdeolivas ad Arenas de San Pedro, nei pressi della Sierra de Gredos, nota per l'allevamento di cavalli. Nel contempo Gil Marín sviluppa un'attività conglomerata dedicata oltre all'allevamento di cavalli, anche a quello di tori e ad attività di caccia, espandendosi anche nella proprietà di Finca El Arco sita nella provincia di Toledo.
A partire dal 1993, suo padre lo nomina amministratore delegato dell'Atlético Madrid. Nel 2004, con la morte del padre, diventa socio di maggioranza del club insieme ad Enrique Cerezo, che ne ottiene anche la presidenza. Con la conversione del club in Società anonima sportiva (SAD) negli anni '90, Gil Marín fu accusato di appropriazione indebita dalla giustizia. La corte suprema di Spagna sospese in seguito la condanna a due anni di reclusione nel 2004, poiché il reato era andato in prescrizione.
Miguel Ángel Gil Marín vive nell'esclusiva La Finca a Pozuelo de Alarcón; al 2019 il suo patrimonio è stimato a 240 milioni di euro e lo colloca al 192º posto tra i più ricchi di Spagna.
Il 7 settembre 2021 viene eletto membro del Comitato Esecutivo della European Club Association.

## Premi
- 2010 – Globe Soccer Awards (Miglior dirigente dell'anno)[9]